# Marathon Infinity
Marathon Infinity är ett science fiction first-person shooter-datorspel som släpptes av Bungie Software för Apple Macintosh år 1996. Det är det sista spelet i Marathon-trilogin.

## Handling
Handlingen i Marathon Infinity brukar anses betydligt mer invecklad och förvirrande än i de tidigare spelen. Exempelvis börjar spelet som om vissa av händelserna i Marathon 2: Durandal aldrig skett. Under spelets gång hoppar spelaren mellan olika tidslinjer och alternativa verkligheter. Han byter också sida mellan Durandal och Tycho, två av AI:na från rymdskeppet Marathon i det första spelet. Målet är att hitta ett sätt att hindra Pfhoren att förstöra planeten L'howons sol och därigenom släppa fri en kaosvarelse kallad W'rkncacnter.
Spelet är indelat i tre kapitel kallade Despair, Rage och Envy.

## Spelmotor
Spelmotorn förändrades mycket lite från Marathon 2 – banor som skapats för Marathon 2 går även att spela i Marathon Infinity.
Bland de synliga förändringarna märks nya texturer, ett nytt vapen samt "VacBobs", människor i rymddräkter utrustade med fusionspistoler.

## Verktyg
Tillsammans med Marathon Infinity släppte Bungie sin egen ban-editor Forge. Denna kom med utförliga instruktioner, både i den tryckta manualen och i form av en serie instruktionsfilmer. Sedan dess har många tredjepartsbanor, -scenarion och modifikationer ("moddar") släppts.